# Pozo Cañada
Pozo Cañada és un municipi de la província d'Albacete, es troba a 24 km d'Albacete, 128 km de Múrcia i 275 km de Madrid. Està situat al sud-est de l'autovia A-30, comunicat per aquesta amb Múrcia i la capital albacetenya. Té 117,16 km² i una població de 2.825 habitants (INE 2007), que es divideixen entre el nucli urbà i alguns llogarets disseminats. El municipi es troba entre els Llanos de Albacete i les Terres Altes entorn de Chinchilla de Monte-Aragón, en un espai de transició amb els Campos de Hellín, participant de diverses característiques de les comarques citades, d'aquí la presència del primer molí de vent de la Manxa per la part sud, situat en el Turó del Molí de la localitat. Se situa dintre de la comarca històrica de la Manxa de Montearagón, així com dintre de la Mancomunitat Monte Ibérico-Corredor de Almansa.